# مي ووحيد
مي أكرم ووحيد سعد زوجان ومغنيان عراقيان.

## وحيد سعد
هو أحد مطربي فرقة الإنشاد العراقية التي تأسست عام 1971، واسمه الحقيقي كاظم الذي استبدله بالاسم الفني «وحيد» وهو شقيق المطرب ناظم، أحد أعضاء فرقة الإنشاد الذي عمل ثنائيًا مع الفنانة سهام محمد ولكنه لم يستمر، وشقيقه الفنان علاء سعد، ابتعد عن الفن بعد إصابته بمرض السكري وتفاقمت حالته وصولا لبتر إحدى ساقيه، توفي في دمشق في كانون الثاني/يناير 2012، ودُفن في العراق وبالتحديد في مقبرة السلام في النجف .

## مي أكرم
بدايتها كانت في برنامج عمو زكي، وقدمت في حينها مع المطرب صباح محمود أغنية ثنائية بعنوان «ليش يا جارة»، بعدها انتقلت لتنضم إلى فرقة الإنشاد .

### الحياة الأسرية
تزوجا عام 1981 ورزقهما الله بولد اسمه حيدر. وبعد وفاة زوجها سنة 2012 اعتزلت مي وحيد الفنّ والظهور الإعلامي وهي تسكن مع ابنها حيدر في مدينة أربيل بشمال العراق.

## مشوارهما الفني
شكّلا ثنائياً مع بدايتهما في فرقة الإنشاد العراقية، ذاع صيتهما في بداية سبعينات القرن العشرين أول أغنية قدماها بعنوان (استعجل يا ميل الساعة) التي لاقت نجاحا وبثت في برنامج (عدسة الفن) 
ومن أشهر أغانيهما: يا سايق السيارة، ليش ليش يا جارة، الله على الأسمراني، تميزت بالأغاني الشعبية الراقصة وحققا انتشارا في الخليج العربي. بعد وفاة وحيد سعد إثر معاناته من مرض السكري اعتزلت مي أكرم الفن والغناء
.